# Gerrit Rietveld College
Het Gerrit Rietveld College is een middelbare school in Utrecht in de wijk Tuindorp. De school telt ongeveer 1.250 leerlingen en ligt aan de Eykmanlaan. De school is vernoemd naar de architect Gerrit Rietveld. De school biedt onderwijs aan op de niveaus gymnasium, atheneum, havo en mavo.

## Geschiedenis
Het Gerrit Rietveld College is ontstaan door een fusie van College De Klop en College Blaucapel in 2005. Het schoolgebouw van College De Klop werd gesloopt voor nieuwbouw van huizen.
Er is een uitbreiding geweest aan het voormalige gebouw voor de brugklassen van havo/vwo het 2de jaar van deze leerrichtingen is ook op deze afdeling gevestigd. Eind 2010 is door de gemeenteraad van Utrecht besloten dat er nieuwbouw komt op het achterterrein van de huidige school. Tijdens de kerstvakantie van het schooljaar 2014-2015 is het Gerrit Rietveld College verhuisd van het oude naar het nieuwe gebouw.

## Onderwijs
De leerlingen in de onderbouw (en in mavo) hebben eigen ruimtes, ook wel domeinen genoemd. De leraar of lerares komt hier naar de leerling toe, dus de leerling verblijft op een vaste vertrouwde plek in de school. Voor de leerlingen in de bovenbouw van havo en vwo wordt gewerkt met zogenaamde 'expertisecentra' of 'vakdomeinen', waarin vakken gegroepeerd zijn die een onderling verband hebben: Talen, Exact, Kunst & Cultuur, Mens & Samenleving en Bewegen & Sport.
De school beschikt als enige school in Utrecht over een Technasium. Dit is een leertraject waarin een leerling het vak Onderzoek & Ontwerpen (O&O) krijgt. Het doel is leerlingen kennis te laten maken met bèta-beroepen. Er is verder een aparte theaterkunstklas waar leerlingen zich kunnen oriënteren op het gebied van de uitvoerende kunsten.
Het Gerrit Rietveld College biedt aan sommige leerlingen extra mogelijkheden. Dit kan zijn op het gebied van sport, maar ook op het gebied van muziek of kunst. Een leerling die op het Gerrit Rietveld College zit, krijgt een zogenaamd rietveld-uur. Bij dit uur kan de leerling zijn talenten uitbreiden, steun krijgen bij vakken waarmee hij/zij moeite heeft én een vak verrijken waar hij goed in is. Ook biedt het Gerrit Rietveld College TKK, wat staat voor Theater Kunst Klas. Leerlingen die dit vak volgen krijgen een keer per week twee uren extra les in drama, muziek, beeldend en dans. De leerlingen werken dan naar een optreden toe die wordt vertoond aan publiek. Voor leerlingen van de bovenbouw is er ook TKK, de leerlingen werken dan een heel jaar aan een theaterstuk. Dit kan gaan van Shakespeare tot een zelf geschreven stuk.

## Architectuur en kunst

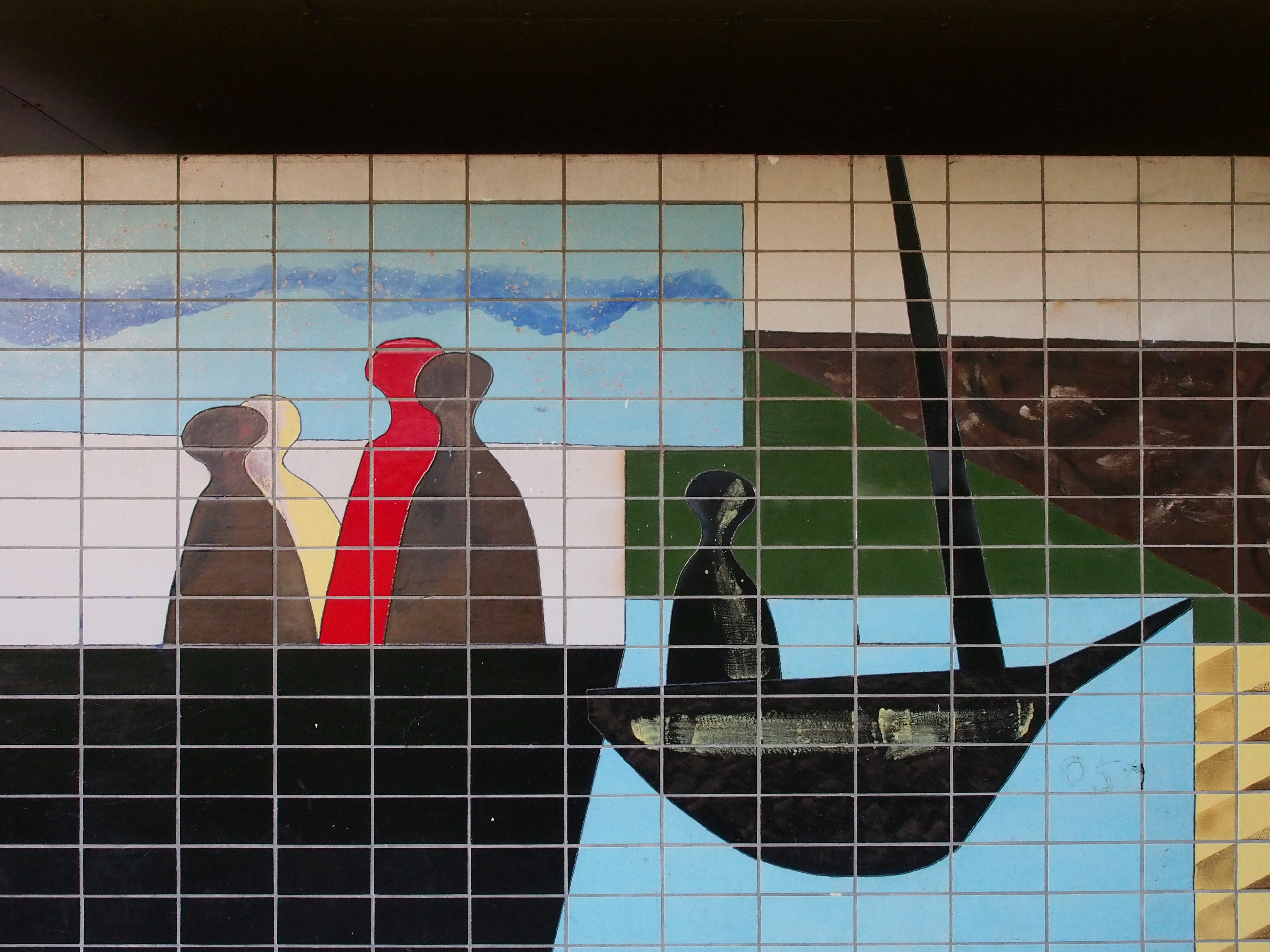
Tegeltableau fietsenstalling in het oude gebouw door Dick Elffers

Het eind 2014 verlaten schoolgebouw werd in 1964-1965 gebouwd naar een ontwerp van de Rotterdamse architect Kees Elffers. De fietsenstalling werd voorzien van een tegeltableau door Dick Elffers, broer van de architect. In het gebouw bevonden zich glas-in-loodramen gemaakt door J. Overbeeke en G. Kristensen. Twee conciërgewoningen en een sportveld maakten deel uit van het schoolcomplex. Ondertussen is het gebouw gesloopt. Erfgoedverenigingen betreurden de sloopplannen.